# 科因 (阿肯色州)
科因（英語：Coin）是位於美國阿肯色州卡羅爾縣的一個非建制地區。該地的面積和人口皆未知。

## 地理
科因的座標為36°19′49″N 93°20′53″W / 36.33028°N 93.34806°W，而該地的平均海拔高度為357米（即1171英尺）。